# Pseudogyrtona modesta
Pseudogyrtona modesta är en fjärilsart som beskrevs av Moore 1884. Pseudogyrtona modesta ingår i släktet Pseudogyrtona och familjen nattflyn. Inga underarter finns listade.